# 清昇院
清昇院（せいしょういん、生年不詳 - 文化7年3月6日（1810年4月9日））は、江戸時代の女性で、11代将軍・徳川家斉の側室。俗名は屋知、八千。別称にお喜曾、お利尾。父は大岩盛英。養父は諸星信邦。

## 生涯
文化3年（1806年）、家斉との間に十三女・高姫を出産するも早世する。文化5年（1808年）に十五女・元姫を出産。元姫は後に会津藩主・松平容衆に嫁いだ。
文化7年（1810年）3月6日、死去。戒名は清昇院瓊林慈照大姉。